# Boarmia restrictaria
Boarmia restrictaria là một loài bướm đêm trong họ Geometridae.